# José María Carrascal
José María Carrascal Rodríguez (El Vellón, Madrid, 8 de diciembre de 1930 - Madrid, 3 de noviembre de 2023) fue un escritor y periodista español.

## Biografía
En 1947 su familia se trasladó a Barcelona y comenzó estudios de Filosofía y de Náutica, terminando solamente estos últimos. Realizó sus viajes de práctica en el vapor Vizcaya pasando por diversas ciudades y puertos. En 1957 fijó su residencia en Berlín, donde realizó labores de traducción y dio clases de español. En 1958 comenzó a trabajar en Alemania como corresponsal de los diarios Pueblo y Diario de Barcelona. En 1966 se trasladó a Nueva York donde fue corresponsal de Pueblo durante diez años. En 1969 obtuvo el grado en periodismo por la Escuela Oficial de Periodismo.
Paralelamente a su oficio de periodista desarrolló su carrera como escritor, que le llevó a
obtener en 1972 el Premio Nadal, con su novela titulada Groovy.
Continuó en Nueva York como corresponsal del diario ABC, de Radio Televisión Española y de la cadena de radio Antena 3.
En 1989 regresó de Estados Unidos y se estableció en España donde presentó Noticias a las ocho del canal de televisión Antena 3 y en 1990 pasó a dirigir las Noticias de la noche hasta 1997. En 1996, durante unos meses presentó el programa Todos somos humanos con Javier Sardà. Al finalizar la década de los 90, Carrascal fue desapareciendo paulatinamente de los informativos de televisión, orientando su carrera periodística hacia el artículo y la prensa escrita.
Ha escrito artículos para el diario La Razón y para ABC.
El 24 de junio de 2014 plantó y apadrinó un árbol con su nombre en el Parque de la Comunicación, en Boiro (La Coruña), el único parque de España creado por periodistas, invitado por el Club Expopress de Periodistas de Galicia.
Falleció el 3 de noviembre de 2023, a los 92 años de edad.
En 2025, el Ayuntamiento de Madrid le homenajeó bautizando con su nombre un parque de la capital, situado entre las calles de Ginzo de Limia y la avenida del Cardenal Herrera Oria, en el distrito de Fuencarral-El Pardo. 

## Obra
Ha escrito diferentes libros, entre ellos:
- El capitán que nunca mandó un barco (1971).
- Groovy (1972).
- Mientras tenga mis piernas (1975).
- USA Super star (1975).
- La aventura norteamericana (1982).
- Comentarios (1994).
- La agonía del felipismo (1995).
- Nunca volverás a casa (1997).
- Cartas españolas a mi mujer (1998).
- Franco. 25 años después (1999).
- La era Aznar (2000).
- Jubilación, la vida sigue (2002).
- La Batalla de Gibraltar (2012).
- La historia de España que no nos contaron (2015).
- El Mundo visto a los 80 años (2016)
- Todavía puedo (2018)

## Premios
- Premio Nadal (1972), por su novela Groovy
- Premio Ciudad de Barcelona de Novela (1973), por su novela Groovy
- Premio Mariano de Cavia
- XVI Premio Puro de Cora de Periodismo, otorgado por El Progreso. (2009)
- Premio Antena de Oro de televisión
- Premio Nacional Emilio Romero-Periodista del Año (1992), el galardón
- Premio Periodista Audiovisual (1993-94) de la Asociación Nacional de Informadores Gráficos
- Premio Luca de Tena (2021)[4]